# الحزام الأمني
الحزام الأمني وتُعرف أيضا باسم قوات الدعم والإسناد ساعدت في حفظ الأمن والاستقرار في المناطق الجنوبية بعد الحرب الأهلية اليمنية حيث تتخذ من جنوب اليمن مقرًا لها. بما في ذلك عدن، لحج وأبين. تحصل هذه القوات على دعم كبير من القوات المسلحة الإماراتية. واجهت المجموعة اتهامات بانتهاكات حقوق الإنسان كما أنها تحظى بقبول داخل المجتمع اليمني الجنوبي وذلك بسبب جهودهم في الدفاع عن الإنسانية وكذلك مقدرات الدولة وهي تتبع لوزارة الداخلية اليمنية. قاتلت قوات الحزام الأمني ضد التجمع اليمني للإصلاح، تنظيم القاعدة في جزيرة العرب وتنظيم الدولة الإسلامية (داعش) ثم تنظيم الدولة الإسلامية - ولاية اليمن. وتحظى بدعم من المجلس الانتقالي الجنوبي.
بحسب تقارير وكالة أسوشيتد برس فإن قوات الحزام الأمني هي المسؤولة عن الأمن في سجن بير أحمد السجن «الرهيب» في عدن بعد الحرب التي قامت بها مليشيات الحوثي والذي تلقى عددا من الاتهامات بممارسة التعذيب داخله فضلا عن الانتهاكات المتكررة لحقوق الإنسان.

## الانتهاكات
في 6 أبريل 2020 قال شهود عيان إن جنود الحزام الأمني المتواجدين في نقطة أمنية في كريتر أطلقا النار على الشاب بكثافة ما أدى إلى مقتله على الفور. وأوضح شهود العيان أن الحزام الأمني برر أن السيارة مفخخة، مشيرين إلى أن الحزام فحص السيارة بعد مقتله ولم يعثروا على شيئ. ولقي العشرات من سكان عدن مقتلهم برصاص الحزام الأمني منذ سيطرة الإنتقالي.
في 14 أكتوبر 2020 قالت مصادر محلية إن قوة من الحزام الأمني اطلقت النار على الشاب زين فدعق والاعتداء على أخر ونهب دراجته النارية، ما أدى إلى إصابته في قدمه.وأوضحت المصادر أن الشاب فدعق حاول الفرار من الجنود عندما اعتدوا عليه لكنهم أطلقوا النار عليه بثلاث طلقات ما أدى إلى إصابته في قدمه، مشيرة إلى أن الجنود تركوا الشاب ينزف في مكانه فاضطر المواطنون لإسعافه إلى المستشفى ويرقد  منذ أمس في العناية المركزة.
في 23 أكتوبر 2020 قالت مصادر محلية أن أطقم عسكرية تابعة للحزام الأمني على متنها مسلحين ملثمين وأخرين بزي عسكري داهموا عدد من منازل المواطنين وروعوا الأطفال والنساء وقاموا باعتقال عدد من الشباب بدون أي مبرر. وأوضحت المصادر أن الحزام الأمني اقتاد المعتقلين إلى جهة مجهولة، وسط استياء السكان.